# Szpital Obszaru Warownego „Wilno”
 Szpital Obszaru Warownego „Wilno”  – jednostka organizacyjna służby zdrowia Wojska Polskiego II Rzeczypospolitej.
Z dniem 1 października 1928 roku Szpital Wojskowy w Wilnie został powiększony o pracownię rentgenelogiczną (skład osobowy nr 13).

## Kadra szpitala
Komendanci szpitala
- płk lek. dr Szczepan Józef Ordyłowski (1923 – XII 1925[2][a])
- płk lek. Florian Feliks Świeżyński (do III 1926 → starszy ordynator[4])
- płk lek. dr Szczepan Józef Ordyłowski (III[5] – X 1926 → naczelny lekarz Komendy Obozu Warownego „Wilno”[6]
- ppłk lek. Bronisław Paklikowski (od X 1926[6])
- płk lek. dr Szczepan Józef Ordyłowski (do XI 1928 → szef 3 Okręgowego Szefostwa Sanitarnego[7])
- ppłk / płk lek. dr Władysław Wincenty Markiewicz (XI 1928 – VI 1934 → szef sanitarny KOP)
- ppłk lek. dr Eugeniusz Dobaczewski (VI 1934 – 1936)
- płk lek. dr Antoni Izydor Kiakszto (1936 – 1939)

Oficerowie
- ppłk lek. dr Adolf Malinowski
- mjr lek. dr Jan Pióro

## Obsada personalna w marcu 1939 roku
Pokojowa obsada personalna szpitala:
- komendant szpitala – płk lek. dr Antoni Izydor Kiakszto[c]
- starszy ordynator oddziału wewnętrznego – ppłk lek. dr Zbigniew Kazimierz Marynowski †1940 Katyń
- ordynator oddziału wewnętrznego – kpt. dr Lewicki Adam
- starszy ordynator oddziału ocznego – mjr lek. dr Edward Alfred Rittler[11]
- starszy ordynator oddziału uszno-gardłowego – mjr dr Bolesław Goiyński
- starszy ordynator oddziału skórno-wenerycznego – ppłk lek. dr Czesław Ryll-Nardzewski
- ordynator oddziału skórno-wenerycznego – mjr dr Julian Pędzich
- starszy ordynator oddziału psychiatrycznego – mjr dr Leon Marian Streit
- kierownik pracowni rentgenowskiej – mjr dr Konstanty Korolkiewicz †1940 Katyń
- kierownik pracowni bakteriologicznej – kpt. lek. dr Józef Kozioł †1940 Charków[12]
- kierownik apteki – por. mgr Władysław Żydołowicz
- praktyka szpitalna – kpt. dr Jan Aleksander Gondecki
- praktyka szpitalna – kpt. dr Adam Karol Konieczny
- praktyka szpitalna – kpt. lek. Marian Alojzy Kosiba
- praktyka szpitalna – por. mgr Tadeusz Kuźmierkiewicz
- pomocnik komendanta ds. gospodarczych – mjr Izydor Frucht
- oficer gospodarczy – kpt. int. Piotr Łukowic
- dowódca plutonu gospodarczego – kpt. Władysław III Kamiński
- kapelan – st. kpl. ks. Jan Żywicki